# 佩尔珀扎克勒布朗
白佩尔佩扎克（法語：Perpezac-le-Blanc，法語發音：[pɛʁpəzak lə blɑ̃]）是法国科雷兹省的一个市镇，位于该省西部，属于布里夫拉盖亚尔德区。

## 地理
佩尔珀扎克勒布朗（45°13'20"N, 1°19'55"E）面积19.42 平方千米，位于法国新阿基坦大区科雷兹省，该省份为法国中南部省份，北起上维埃纳省和克勒兹省，西接多爾多涅省，南至洛特省，东临多姆山省和康塔爾省。
与佩尔珀扎克勒布朗接壤的市镇（或旧市镇、城区）包括：艾昂、布里尼亚克-拉普莱讷、卢伊尼亚克、圣奥莱尔、圣西普里安、伊桑东。
佩尔珀扎克勒布朗的时区为UTC+01:00、UTC+02:00（夏令时）。

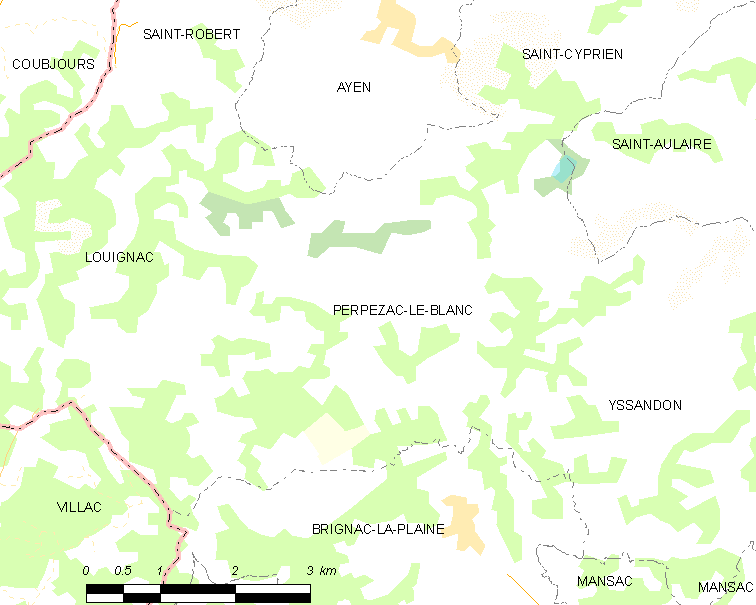
佩尔珀扎克勒布朗的OSM定位图

## 行政
佩尔珀扎克勒布朗的邮政编码为19310，INSEE市镇编码为19161。

## 政治
佩尔珀扎克勒布朗所属的省级选区为利桑多奈县。

## 人口

1962-2008年间佩尔珀扎克勒布朗人口变化图示

佩尔珀扎克勒布朗于2022年1月1日时的人口数量为431人。